# Halbleiterspeicher
Ein Halbleiterspeicher ist ein Datenspeicher, der aus einem Halbleiter besteht.
In und auf einem Halbleiterkristall werden mikroelektronische Speicherstrukturen realisiert, sodass ein Speicherchip (siehe auch Die) entsteht. Die Chips werden zu integrierten Schaltkreisen komplettiert oder auch unverkappt weiterverarbeitet.
Die Daten werden in Form von binären elektronischen Schaltzuständen in den integrierten Schaltungen gespeichert. Vorgänger waren die magnetisch arbeitenden Kernspeicher, die erst in den frühen 1970er Jahren von den Halbleiterspeichern abgelöst wurden. Neuere Entwicklungen streben an, das magnetische Speicherprinzip mikroelektronisch zu hochdichten, nicht flüchtigen Speichern zu kombinieren (MRAM).

## Speicherzelle

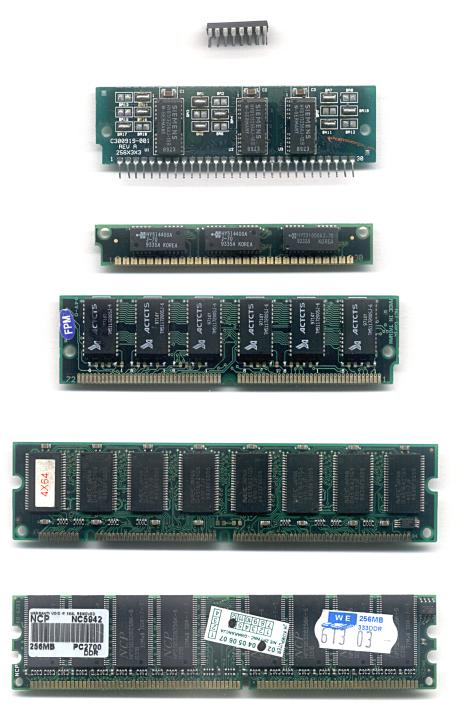
Verschiedene Halbleiterspeicher

### Beschreibung
Eine Speicherzelle ist die physikalische Realisierung der kleinsten Einheit eines Speichers von logischen Zuständen. Der Begriff bezeichnet je nach Kontext entweder die Realisierung der kleinstmöglichen Einheit, dem 1-Bit-Speicherelement, oder die Realisierung der kleinsten adressierbaren, das heißt bei einem Zugriff les- bzw. schreibbaren, Einheit, einem sogenannten Wort oder Datenwort, das aus n Bit besteht (n > 1).
Personal Computer arbeiten heutzutage mit einer Wortlänge (auch „Wortbreite“ genannt) von 32 oder 64 Bit. Früher, zum Beispiel bei den ersten Taschenrechnern, waren Speicherzellen 4 Bit (ein Halbbyte bzw. Nibble) groß. Die ersten PCs dagegen hatten 8 Bit breite Speicherzellen. Für einfache Steuerungen (siehe: Mikrocontroller) werden auch heute noch 8 Bit verwendet.
Bei früheren Computern waren auch Wortbreiten von 6 oder 7 Bit gebräuchlich, da man mit 64 bzw. 128 speicherbaren Zeichen eine alphanumerische Bearbeitung durchführen konnte. Diese Speicher waren jedoch noch nicht als Halbleiterspeicher ausgeführt. Die Hollerith-Lochkarte hatte eine Wortbreite von 12 Bit.
Eingeteilt werden die Speicherzellen in flüchtige und nichtflüchtige Speicherzellen. In nichtflüchtigen Speicherzellen bleibt die Information auf Dauer erhalten, auch wenn die Stromversorgung unterbrochen wird. Bei flüchtigen Speicherzellen geht die Information in solch einem Fall verloren.

### Realisierung
Das 1-Bit-Speicherelement ist mittels weniger Transistoren und Kondensatoren realisierbar. Bei analogen Speicherzellen ist das elementare Speicherbauteil der Kondensator, und bei digitalen Speicherzellen werden ein (1-T-DRAM) oder mehrere Transistoren benötigt, wie z. B. bei statischem RAM oder bei rückgekoppelten Transistoren, den sogenannten Flipflops.

#### Wahlfreier Zugriff
Speicherzellen werden in einer 2R×2C-Matrix angeordnet. Über Wortleitungen und Bitleitungen werden die Speicherzellen adressiert und beschrieben bzw. ausgelesen. Hierzu sind ein Reihen- und ein Spaltendekodierer notwendig. Dadurch ist ein direkter Zugriff auf beliebige Speicherzellen (wahlfreier Zugriff) möglich. Daher wird diese Anordnung als Random-Access Memory (RAM) bezeichnet.

#### Sequentieller Zugriff
Hier erfolgt die Adressierung über Befehle, ähnlich wie bei Festplatten. Die Bauformen CompactFlash (CF) und PCMCIA verwenden z. B. den bei Festplatten bewährten ATA/ATAPI-Befehlssatz.
Diese Adressierungsart benötigt weniger Kontaktierungsflächen auf dem Chip, dadurch ist ihre Herstellung preisgünstiger.

## Halbleiterspeichertypen
| - Tabellenspeicher - Flüchtige Speicher (RAM) - SRAM - Asynchrones SRAM - Low-Power SRAM - Synchrones SRAM - Burst SRAM - Pipelined Burst SRAM - ZBT SRAM - QDR-SRAM - DRAM - Asynchrones DRAM - Standardisiert - FPM-DRAM - BM-DRAM - EDO-DRAM - Nicht standardisiert - WRAM - VRAM - Synchrones DRAM (SDRAM) - Standardisiertes SDRAM - SDR-SDRAM - DDR-SDRAM - QDR-SDRAM (DDR2-SDRAM) - ODR-SDRAM (DDR3-SDRAM) - GDDR-SDRAM - Nicht standardisiertes SDRAM - embedded DRAM - customized DRAM - cache DRAM (CDRAM) - enhanced DRAM (ESDRAM) - virtual channel DRAM (VC DRAM) - reduced latency DRAM (RLDRAM) - DRAM mit niedriger Leistung - mobile RAM - COSMO-RAM - pseudo-static RAM (PSRAM) - cellular RAM - Protokollbasierte DRAM - synclink DRAM (SLDRAM) - direct Rambus DRAM (DRDRAM) - XDR-DRAM - Nichtflüchtige Speicher - Ausgereiftes Material - ROM - MROM 1 2 - Programmable Read-Only Memory (PROM) - One Time Programmable ROM (OTP) - Erasable Programmable ROM (EPROM) - ultra-violet erasable PROM (UV-EPROM) - electrically erasable PROM (EEPROM) - Flash - NAND - Single Level Cell (SLC) - Standard-NAND - Assisted Gate AND (AG-AND) - Multi-Level Cell (MLC) - Standard-NAND - Multibit - Twin Flash (NROM) - NOR - Single Level Cell (SLC) - Standard-NOR - Multi-Level Cell (MLC) - Strata Flash - Multibit - Mirror Bit (NROM) - Innovatives Material - Ferroelectric RAM (FRAM, FeRAM) - Magnetoresistive RAM (MRAM) - Phase-change RAM (PCRAM) - Chalcogenide RAM (C-RAM) - Ovonic Unified Memory (OUM) - Programmable Metallization Cell (PMC) - Organic RAM (ORAM) - Conductive Bridge RAM (CBRAM) - Nanotube RAM (NRAM) - Racetrack-Speicher (englisch Racetrack memory) - Memristor |
| 1 Ein PLE entspricht einem MROM und umgekehrt 2 Mikrocontroller mit MROM werden immer noch (Stand Ende 2008) in großen Stückzahlen hergestellt. |

| Abkürzung | Bedeutung                            |
| --------- | ------------------------------------ |
| RAM       | Random Access Memory                 |
| ROM       | Read-Only Memory                     |
| SRAM      | Statischer RAM                       |
| DRAM      | Dynamischer RAM                      |
| PRAM      | Phase-change RAM                     |
| MRAM      | Magnetoresistives RAM                |
| M…        | Masken-programmiert                  |
| P…        | Programmierbar                       |
| EP…       | Lösch- und programmierbar            |
| EEP…      | Elektrisch lösch- und programmierbar |
| SD        | Synchronous Dynamic (RAM)            |
| DDR       | Double Data Rate (RAM)               |
| QDR       | Quad Data Rate (RAM)                 |
| ODR       | Octo Data Rate (RAM)                 |
| GDDR      | Graphics DDR (RAM)                   |
| RDRAM     | Rambus DRAM                          |
| ZBT SRAM  | Zero Bus Turnaround SRAM             |

|  | in Produktion          |
|  | Produktion eingestellt |
|  | in Entwicklung         |

## Umsatzzahlen
Einen Überblick über die unterschiedlichen Speichertypen gibt die folgende Tabelle (die angegebenen Umsatzzahlen beziehen sich auf das Jahr 2005 und sind dem Elektronik Scout 2006 entnommen; SRAM steht nicht für in Prozessoren enthaltene SRAMs.):
| Speichertechnologie      | Speichertechnologie     | Speichertechnologie     | Umsatz      |
| ------------------------ | ----------------------- | ----------------------- | ----------- |
| Flüchtige Speicher (RAM) |                         |                         |             |
| Statisches RAM (SRAM)    | Statisches RAM (SRAM)   | Statisches RAM (SRAM)   | 2 Mrd. $    |
| Dynamisches RAM (DRAM)   | Dynamisches RAM (DRAM)  | Dynamisches RAM (DRAM)  | 27 Mrd. $   |
| Nichtflüchtige Speicher  |                         |                         |             |
| Ausgereiftes Material    | Nur-Lese-Speicher (ROM) | Nur-Lese-Speicher (ROM) | 2 Mrd. $    |
| Ausgereiftes Material    | Flash                   | NAND                    | 8 Mrd. $    |
| Ausgereiftes Material    | Flash                   | NOR                     | 9 Mrd. $    |
| Innovatives Material     | Innovatives Material    | Innovatives Material    | 0,01 Mrd. $ |
| Gesamtumsatz             | Gesamtumsatz            | Gesamtumsatz            | 48 Mrd. $   |

## Hersteller (Auswahl)
- Acer
- ADATA
- Corsair
- Crucial
- Cypress Semiconductor
- Elpida Memory (Joint Venture von NEC und Hitachi)
- Hewlett-Packard
- Hitachi
- Hynix Semiconductor (früher Hyundai Electronics)
- IBM
- Infineon
- Kingston Technology
- Micron Technology
- Mitsubishi
- NXP Semiconductors (früher Philips)
- OCZ Technology
- Samsung Electronics
- Sony
- Toshiba
- Transcend